# 霍利戴峰
78°6′S 163°36′E / 78.100°S 163.600°E
霍利戴峰（英語：Holiday Peak），是南極洲的山峰，位於維多利亞地的斯科特海岸，處於米亞斯冰川和阿當斯冰川下游之間，海拔高度超過800米，現時由南極條約體系管理。

## 外部連結
. . United States Geological Survey.   [2012-06-21].